# كاورو موري
كاورو موري (باليابانية: 森薫؛ بالكانا: もり かおる) هي مانغاكا يابانية، ولدت في 18 سبتمبر 1978 في طوكيو في اليابان.

## روابط خارجية
- كاورو موري على موقع ANN person (الإنجليزية)